# مياردان (مهر أنرود)
میاردان (بالفارسية: میاردان) هي قرية تقع في إيران في قسم مهرانرود الجنوبي الريفي. يقدر عدد سكانها بـ 28 نسمة بحسب إحصاء 2016.